# 新潟銘醸
新潟銘醸株式会社（にいがためいじょう）は、新潟県小千谷市に本社をおき、清酒、焼酎製造販売及び、ビール外全酒類卸売業を行う企業である。

## 代表銘柄

### 越後の長者
- 越後の長者 純米大吟醸
- 越後の長者 昔づくり 山廃純米
- 黒酢米 越後の長者

### 長者盛
- 大吟醸 美禄
- 千萬長者
- 本醸造辛口
- 百萬長者
- 長者盛　純米吟醸あまくち
- 長者盛　雪輪文
- 長者盛　越の大辛

### 越の寒中梅
- 純米吟醸
- 特別本醸造
- 吟醸生貯蔵酒
- 美味辛口
- 越の寒中梅 山田錦

## 沿革
- 1938年 - 設立。
- 1940年 - 中野酒造株式会社を吸収合併。